# 薛貴
薛 貴（せつ き、生年不詳 - 1430年）は、明代の軍人。もとの名は脱火赤。本貫は大都路昌平県。モンゴルの出身。

## 生涯
薛台の子として生まれた。薛斌の弟にあたる。建文年間、靖難の変が起こると、薛貴は舎人として燕王朱棣の起兵に従い、しばしば王の危機からの脱出を助けた。官を歴任して都指揮使に進んだ。1410年（永楽8年）、永楽帝（朱棣）の第一次漠北遠征に従い中軍都督僉事となった。1422年（永楽20年）9月、安順伯に封じられ、指揮使の位の世襲を認められた。1425年（洪熙元年）閏7月、清平伯呉成・都督馬英・都指揮梁成らとともに軍を率いて辺境を巡回した。1426年（宣徳元年）7月、安順侯に爵位を進められ、世券を与えられた。1430年（宣徳5年）2月、死去した。浜国公の位を追贈された。諡は忠勇といった。
子はなく、甥の薛山が指揮使の位を嗣いだ。